# 阿部共實
阿部共實（日语：／ Abe Tomomi）是一名日本漫畫家。

## 經歷
2010年以《破壞症候群》獲得第74回新人漫畫賞入選，作品刊登於《週刊少年Champion》43號出道，創作範圍橫跨男性向及女性向雜誌。
作品《琪醬還不夠好》獲得《這本漫畫真厲害！2015》女性篇第一名及第18屆日本新媒體動漫藝術節漫畫部門新人賞。
作品《星期一的朋友》獲得《這本漫畫真厲害！2018》男性篇第四名及《這本漫畫真厲害！2019》男性篇第十六名。

## 作品

### 連載
ドラゴンスワロウ
2010年11月 - 2011年1月，《日刊!浦安鉄筋家族 THE WEB》
因為天空灰灰的（全5卷）台灣角川代理
2011年38 - 40号、47号 - 2013年9号，《週刊少年Champion》
ブラックギャラクシー6（全6卷）
2012年7月号 - 2013年8月号，《別冊少年Champion》
2012年47号 - 50号，《週刊少年Champion》（出張版）
小千少根筋（全1卷）
2013年Vol.2（《Eleganceイブ》5月1日増刊号）-、2014年Vol.6，《もっと!》
死にたくなるしょうもない日々が死にたくなるくらいしょうもなくて死ぬほど死にたくない日々（全2卷）
2013年7月4日 - 2015年12月24日，《Champion タップ!》
2015年2+3号、2016年1号，《週刊少年Champion》（出張版）
おもいでをまっくろに燃やして
2014年Vol.7（《Eleganceイブ》8月1日増刊号）-、2014年Vol.8，《もっと!》
星期一的朋友《月曜日の友達》（全2卷）台灣東販代理
2017年25号 - 2018年2・3合併号，《Big Comic Spirits》
潮が舞い子が舞い（已發行6卷）
2019年4月号 - 連載中，《別冊少年Champion》
2019年4月18日 - 連載中，《マンガクロス》

### 單篇
- 破壊症候群（日语：大好きが虫はタダシくんの）

《週刊少年Champion》，2010年43号
- ボクの憂鬱

《Big Comic Spirits》，2013年45号
- おなじクラスの鈴木くんのねこの人形

《週刊少年Champion》，2014年21+22号
- オレたちに愛をくれ

《別冊少年Champion》，2014年6月号
- どうせ幽霊は僕だけを殺してくれない

《もっと!》，2014年Vol.8
- なくした僕の心はどこにあるのか

《週刊Young Magazine》，2015年2・3号
- 大人も子供もおねーさんもポーキーも

《Pollyanna》，2020年6月25日